# Elezioni parlamentari in Bielorussia del 2024
Le elezioni parlamentari in Bielorussia del 2024 si sono tenute il 25 febbraio per il rinnovo della Camera dei rappresentanti, la camera bassa del parlamento del paese.
Anche in questo caso, come tutte le elezioni tenutesi dall’indipendenza del paese nel 1990, esse sono state caratterizzate da un clima autoritario, essendo quest’ultime sottoposte ormai da tempo a censura, brogli, messe al bando di partiti politici e candidati d’opposizione ed intimidazioni, irrigiditosi in seguito alle proteste del 2020-2021.

## Sistema elettorale

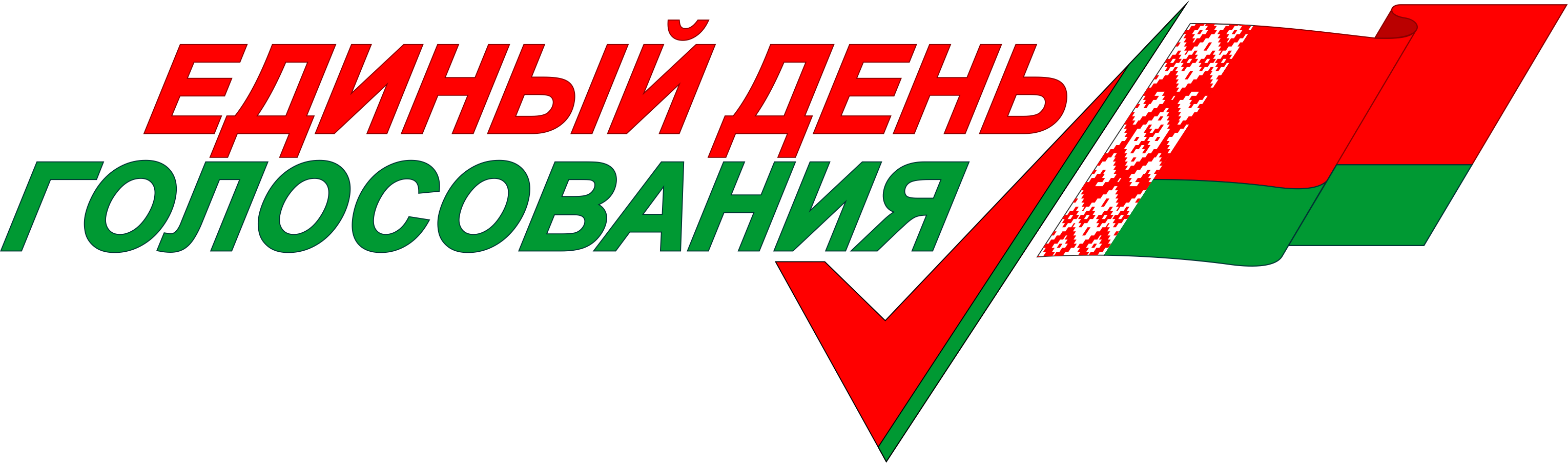
Logo delle elezioni

Per l’elezione dei 110 membri della Camera dei rappresentanti, la legge elettorale bielorussa prevede (sin dal 2013, quando è avvenuta la riforma di quest'ultima) tramite l’applicazione, l’applicazione di un sistema maggioritario secco in altrettanti collegi uninominali.
Nonostante dunque il sistema favorevole alla “Plurality”, quest’ultimo comunque prevede che, qualora all’interno di un collegio partecipi un solo candidato, sia comunque necessario che questi riceva almeno il 50%+1 dei voti validi espressi per essere eletto, pena la vacanza del seggio.
In aggiunta, poi, peculiarità del sistema è la possibilità, per gli elettori, di votare “contro tutti”, sebbene senza che sia considerata effettivamente una scelta valida.
Altresì rilevante è il fatto che, fino al 16 febbraio 2023, quando ne è stata deliberata l’abrogazione (insieme ad altre misure), vi era la necessità di un'affluenza alle urne minima del 50%+1 in ciascun collegio elettorale, affinché le elezioni fossero ritenute valide, pena la vacanza del corrispondente seggio e la ripetizione delle elezioni, anche per tutta la nazione, qualora la problematica si verificasse a livello nazionale.
Di seguito, una tabella riassuntiva dei collegi (e dunque dei seggi) spettanti a ciascuna regione e città autonoma:
| Entità locale      | Seggi |
| ------------------ | ----- |
| Città di Minsk     | 20    |
| Regione di Brėst   | 16    |
| Regione di Homel'  | 17    |
| Regione di Hrodna  | 13    |
| Regione di Mahilëŭ | 13    |
| Regione di Minsk   | 17    |
| Regione di Vicebsk | 14    |
| Seggi totali       | 110   |

## Risultati
| Liste                                                    | Voti      | %     | Seggi |
| -------------------------------------------------------- | --------- | ----- | ----- |
| Belaja Rus' (BR)                                         | 2 343 664 | 46,40 | 51    |
| Partito Repubblicano del Lavoro e della Giustizia (RPTS) | 368 723   | 7,30  | 8     |
| Partito Comunista della Bielorussia (KPB)                | 323 264   | 6,40  | 7     |
| Partito Liberal-Democratico di Bielorussia (LDPB)        | 181 836   | 3,60  | 4     |
| Indipendenti (IND)                                       | 1 833 513 | 36,30 | 40    |
| Totale                                                   | 5 051 000 | 100   | 110   |
| Elettori                                                 | 6 912 221 |       |       |

Nota: I dati mostrati sono stati estrapolati da diverse fonti, ma non sono accertabili né validabili, poiché non veritieri e manipolati, specie nell’affluenza, che risulta matematicamente sfalsata e dunque non è mostrata.